# Strumigenys
Strumigenys là một chi kiến myrmicine trong tông Dacetini.
Chúng làm tổ trong đất dưới hoặc giữa các tảng đá hoặc dưới phân động vật.
Chúng phân bố khắp thế giới ở vùng nhiệt đới và cận nhiệt đới.

## Các loài chọn lọc
- Strumigenys abdera Fisher, 2000
- Strumigenys bryanti Wheeler, 1919
- Strumigenys emmae Emery, 1890
- Strumigenys formosensis Forel, 1912
- Strumigenys godeffroyi Mayr, 1866
- Strumigenys hispida Lin & Wu, 1996
- Strumigenys indigatrix Wheeler, 1919
- Strumigenys lacunosa Lin & Wu, 1996
- Strumigenys lanuginosa Wheeler, 1905
- Strumigenys lichiaensis Lin & Wu, 1996
- Strumigenys liukueiensis Terayama & Kubota, 1989
- Strumigenys mandibularis Smith, 1860
- Strumigenys minutula Terayama & Kubota, 1989
- Strumigenys nanzanensis Lin & Wu, 1996
- Strumigenys perplexa (Smith, 1876)
- Strumigenys solifontis Brown, 1949
- Strumigenys tigris Brown, 1971
- Strumigenys trada Lin & Wu, 1996
- Strumigenys trinidadensis Wheeler, 1922
- Strumigenys wallacei Emery, 1897
- Strumigenys xenos Brown, 1955

Danh sách này không đầy đủ, bạn cũng có thể giúp mở rộng danh sách.